# Gosbach

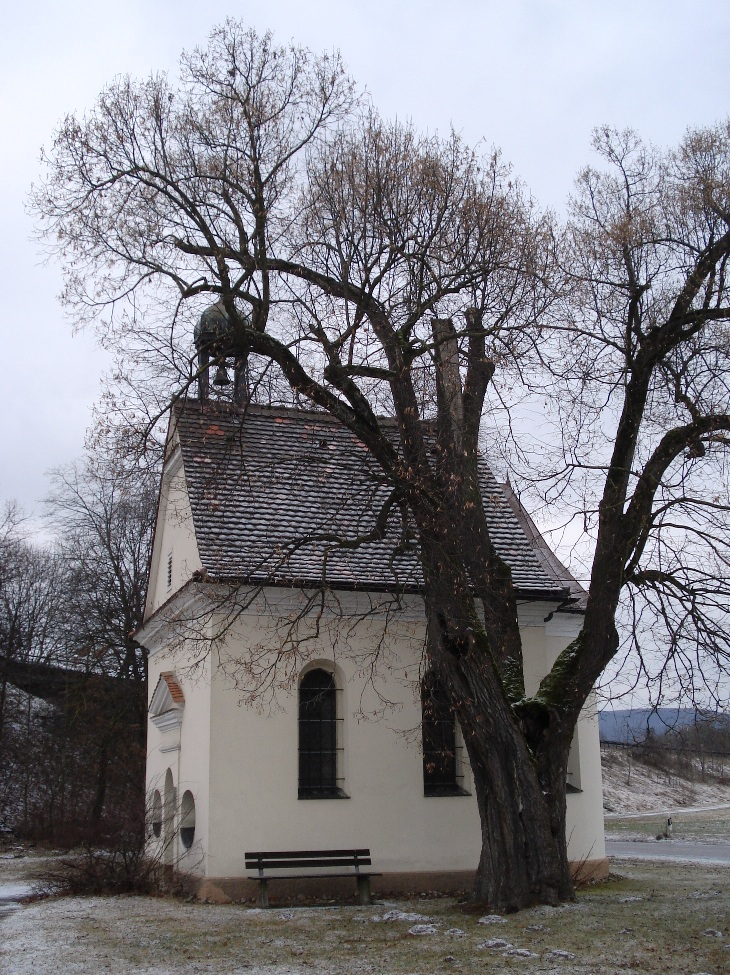
Die barocke Josefskapelle an der B466.

Gosbach ist ein Ortsteil der Gemeinde Bad Ditzenbach im Landkreis Göppingen in Baden-Württemberg.

## Geographie
Der Ort Gosbach liegt etwa zwei Kilometer südwestlich von Bad Ditzenbach im Oberen Filstal (umgangssprachlich „Geißentäle“) an dem Bach Gos, der hier von rechts in die Fils mündet. Naturräumlich gehört das Gebiet zur Mittleren Kuppenalb. Die Bundesstraße 466 von Mühlhausen im Täle nach Geislingen an der Steige durchquert den Ort. Direkt im Westen führt der Albabstieg der Autobahn A8 (München – Augsburg – Ulm – Stuttgart – Karlsruhe) vorbei.

## Wappen
Das 1957 verliehene Wappen der früher selbständigen Gemeinde Gosbach zeigt die Kreuzkapelle auf dem Leimberg. Das Gosbacher Wappen zeigt in Schwarz auf grünem Hügel eine silberne Kapelle mit Dachreiter, rechts ein grüner Baum.

## Verwaltungsgeschichte
Gosbach wurde erstmals 1143 in einer Urkunde des Klosters Anhausen an der Brenz erwähnt.
Bis zum Aussterben des Geschlechts der Grafen von Helfenstein 1627 gehörte der Ort zur Reichsgrafschaft Helfenstein-Wiesensteig. Die Helfensteiner hatten 1171 vom Stauferkaiser Friedrich I. die Grafenwürde erhalten und übten die Herrschaft über die Orte Wiesensteig, Deggingen, Ditzenbach, Drackenstein, Gosbach, Hohenstadt (1/2), Mühlhausen i. T., Reichenbach i. T. und Westerheim aus. In den Wappen von Wiesensteig, Deggingen und Hohenstadt ist bis heute das Wappentier der Grafen von Helfenstein, der Elefant, enthalten. Gruibingen und Auendorf gehörten beispielsweise bereits zum Herzogtum Württemberg.
Von 1642 bis 1806 gehörte Gosbach zum Kurfürstentum Bayern. Anschließend fiel es mit der Herrschaft Wiesensteig an das Königreich Württemberg. Bis 1810 gehörte Gosbach zum Oberamt Wiesensteig, dann zum Oberamt Geislingen (Donaukreis, 1934–38 Landkreis Geislingen, s. a. Verwaltungsgliederung Württembergs) und ab 1938 zum Landkreis Göppingen. Ab 1945 gehörte Gosbach zum Land Württemberg-Baden, das 1952 im neu geschaffenen Bundesland Baden-Württemberg aufging.

Im Zuge der Gebietsreform in Baden-Württemberg wurden die bis dahin selbständige Gemeinde Gosbach und die Ortsteile Schafhaus und St. Joseph zum 1. Januar 1975 in die Gemeinde Bad Ditzenbach eingegliedert.

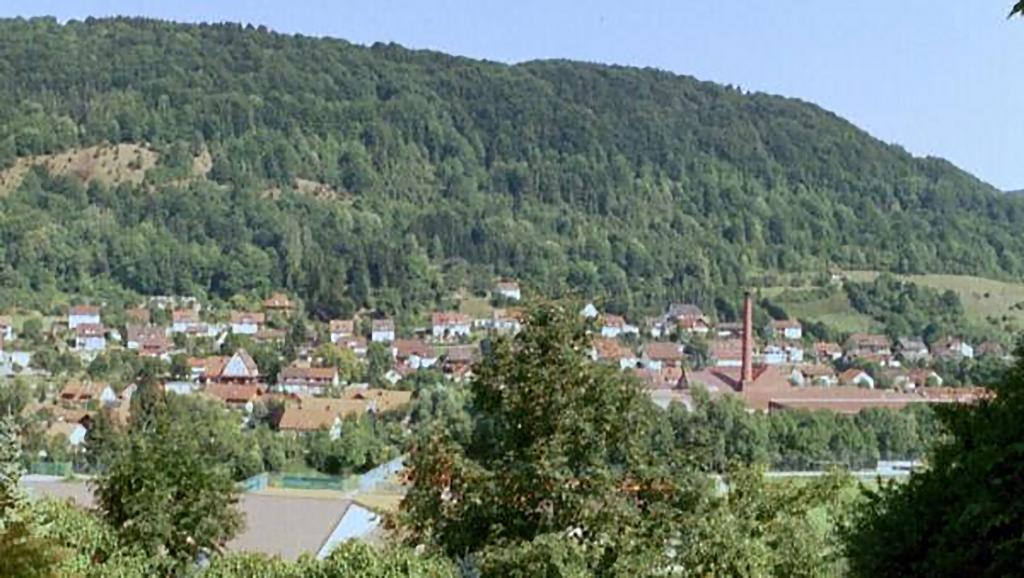
Blick auf Gosbach

## Ortsgeschichte
Von 1903 bis 1968 war Gosbach an die Bahnstrecke Geislingen (Steige) – Wiesensteig angeschlossen.
1908 wurde die Spinnerei und Zwirnerei Becker eröffnet. In dem Fabrikgebäude produziert heute die Firma Kräuterhaus Sanct Bernhard.

### Kriegsende in Gosbach
Die amerikanischen Truppen besetzten vom 19. bis zum 25. April 1945 das gesamte Gebiet des Kreises Göppingen. Am 21. April 1945 marschierten amerikanische Truppen in Gosbach ein. Am 19. März 1945 war die Drachenlochbrücke auf Befehl Hitlers gesprengt worden, so dass die Amerikaner die Autobahn über den heute geschlossenen Parkplatz „Drachenloch“ befuhren. Nach dem Zweiten Weltkrieg gehörte der Ort zur amerikanischen Besatzungszone, zu der bewusst alle Kreise geschlagen wurden, durch die die Autobahn Karlsruhe – München verlief. Die Gemeinden Merklingen und Machtolsheim sowie die Stadt Blaubeuren gehörten zum ehemaligen Landkreis Ulm (bis 1973) und damit ebenfalls zur amerikanischen Besatzungszone. Die Gemeinde Westerheim, die Stadt Laichingen sowie die Gemeinden Ennabeuren und Sontheim (heute Gemeinde Heroldstatt) lagen im ehemaligen Landkreis Münsingen (bis 1973) und gehörten bereits zur französischen Besatzungszone.

### Dorfwettbewerbe auf Kreis- und Landesebene
Im Jahr 2000 erreichte der knapp 1500 Einwohner zählende Ort einen 1. Platz im Kreiswettbewerb Unser Dorf soll schöner werden. 2003 schaffte man es bis in den Landesentscheid. In diesem 21. Landeswettbewerb wurde das Dorf mit einer Silbermedaille vom Land Baden-Württemberg ausgezeichnet. „Für herausragendes Engagement bei der Entwicklung einer zukunftsfähigen dörflichen Heimat“ wurde Gosbach aus 137 teilnehmenden Orten beim 23. Landeswettbewerb 2009 Unser Dorf hat Zukunft (früher Unser Dorf soll schöner werden) mit einem 1. Platz bedacht und eine Goldmedaille verliehen.

### Ausbau der Bundesautobahn A8 bei Gosbach
Schon seit Jahren gibt es Pläne, im Zuge des sechsstreifigen Ausbaus der Autobahn Karlsruhe – Stuttgart – München bei Gosbach ein neues Brückenbauwerk zu errichten. Nach erheblichen Verzögerungen durch Finanzierungsprobleme soll der Planfeststellungsbeschluss voraussichtlich Ende 2017 fertig sein.

## Kirchengeschichte
Gosbach gehörte bis 1821 zum Bistum Konstanz. Nach 1476 wurde in Gosbach eine eigene Pfarrei errichtet. Bis dahin war der Ort eine Filiale von Drackenstein. 1533 verkaufte das Kloster Ursberg das Kirchenpatronat (Eigentum von Kirchengebäude und Pfrundgut) an die Prämonstratenser des Klosters Adelberg, bis es schließlich an das Herzogtum Württemberg fiel.
1562/63 fand in der Herrschaft Wiesensteig unter Graf Ulrich XI. von Helfenstein-Wiesensteig (1524–1570, reg. 1548) eine große Hexenverfolgung statt, bei der mindestens 63 Frauen und Männer als „Hexen und Unholde“ hingerichtet wurden. Graf Ulrich XI. und sein Bruder Sebastian († 1564, reg. 1548) hatten 1555 die lutherische Reformation in ihrer Grafschaft eingeführt. Nach 1564 beschloss Graf Ulrich XI. unter dem Einfluss seiner Frau Katharina von Montfort-Tettnang (um 1536–1594) die Rückkehr zum katholischen Bekenntnis und vollzog 1567 eine Gegenreformation, sicherlich auch nicht ohne Einfluss des Chorherrenstifts St. Cyriakus in Wiesensteig.<re>Zur Reformation und Gegenreformation in der Herrschaft Wiesensteig: Siegfried Hermle: Reformation und Gegenreformation in der Herrschaft Wiesensteig unter besonderer Berücksichtigung des Beitrags von Jakob Andreae (Quellen und Forschungen zur württembergischen Kirchengeschichte 14), Stuttgart: Calwer 1996.
Nach der Oberamtsbeschreibung von Geislingen hatte Gosbach im Jahr 1842 798 Einwohner, unter denen sich ein Protestant befand. 1961 betrug der römisch-katholische Bevölkerungsanteil 85 %, der evangelische 12,9 %.
Die Katholische Pfarrei St. Magnus gehört heute zum Dekanat Göppingen Geislingen in der Diözese Rottenburg-Stuttgart. Die evangelischen Christen gehören zur Kirchengemeinde Deggingen, die 1954 eingerichtet wurde.

## Sehenswürdigkeiten

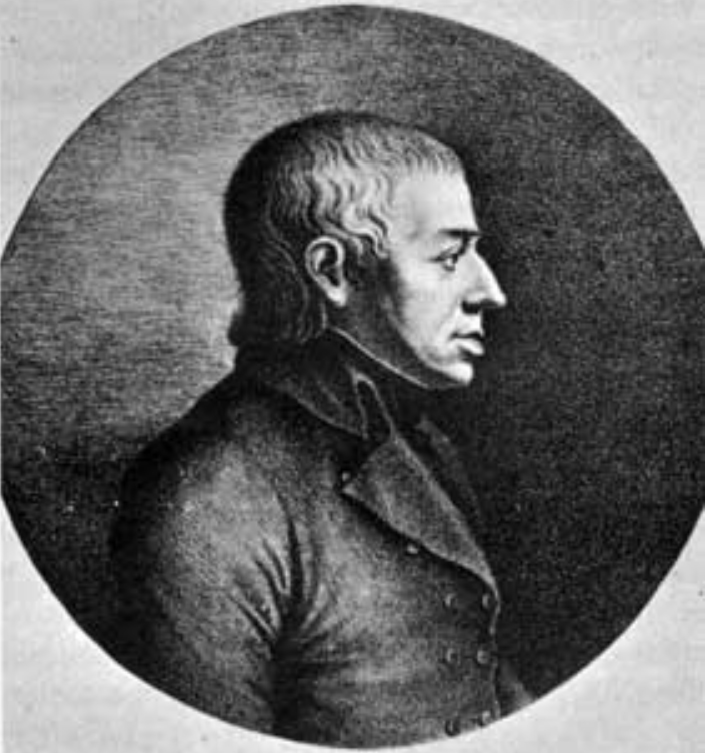
Benediktinerpater Ulrich Schiegg (1752–1810)

- Pfarrkirche St. Magnus – Eine Kapelle in Gosbach wurde erstmals 1368 erwähnt. Teile des Ostturms der heutigen Kirche und das Pfarrhaus reichen bis in diese Zeit zurück. Seit 1501 ist das Patrozinium des hl. Magnus von Füssen („St. Mang“), des Apostels des Allgäus, nachweisbar. Die Pfarrkirche wurde 1921 nach Entwurf des Stuttgarter Architekten Otto Linder umgebaut und erweitert. Der Innenraum wurde 1973/1974 und nochmals 1990/1991 neu gestaltet.
- An der Bundesstraße in der Nähe der Autobahn steht die barocke Josefskapelle.
- Auf dem Leimberg befindet sich die Kreuzkapelle.

## Persönlichkeiten
- Ulrich Schiegg (1752–1810), Benediktiner, Mathematiker, Astronom und Landvermesser. An der Magnuskirche erinnert eine Gedenktafel an ihn. Außerdem trägt die Grundschule Gosbach seinen Namen.